# Cerdanyola Braus
Els Cerdanyola Braus fou un club de futbol americà del municipi de Cerdanyola del Vallès. Vallès Occidental, fundat l'any 1992. Va participar cinc temporades a la Lliga catalana de futbol americà i també a la Primera divisió espanyola de futbol americà. Disputava els seus partits al Camp Municipal de Futbol de Cerdanyola. L'any 1997 l'entitat va desaparèixer.